# Чемберджи, Екатерина Владимировна
Екатери́на Влади́мировна Чемберджи́ (нем. Katia Tchemberdji; род. 6 мая 1960, Москва) — советская и немецкая пианистка и композитор, с 1990 года живёт в Германии.

## Семья
Мать — филолог, переводчик и литератор, автор книг о музыке и музыкантах, Валентина Чемберджи.  Отец — журналист и переводчик Владимир Познер (в 1967 году родители разошлись).
Внучка композиторов Зары Левиной и Николая Чемберджи.
Замужем за немцем, проживает в Берлине, есть сын от этого брака. Поскольку бабушка Екатерины по материнской линии являлась галахической еврейкой, то и этот её сын также является галахическим евреем, имеющим безусловное право на репатриацию в Израиль и на хупу.

## Биография
В 1983 окончила Московскую консерваторию как композитор, среди её преподавателей Николай Корндорф и Юрий Холопов. В 1984—1990 преподавала в Гнесинской академии. Член Союза композиторов СССР (1986).
Выступает как пианист, в её репертуаре — Гайдн, Шуман, Лист, Глинка, Брамс, Рихард Штраус, Хиндемит, Барток, Мартину, Прокофьев. Среди партнёров и исполнителей её музыки — Олег Каган, Наталия Гутман, Василий Лобанов, Эдуард Бруннер, Патрик Галлуа, Миеко Канесуги, Себастьян Клингер и др.

## Избранные сочинения
- 1983: Хайку для фортепиано
- 1986: Трио для фортепиано, скрипки и виолончели
- 1987: Жалоба для скрипки, виолончели и магнитофонной ленты
- 1990: Слонёнок, опера для детей
- 1990: Соната для кларнета и фортепиано
- 1991: Heidelberg Trio, для кларнета, скрипки и фортепиано
- 1991: In memoriam, для чтеца, фортепиано, корнета, скрипки и виолончели на стихи Ахматовой
- 1992: Песни без слов для гобоя, скрипки, альта, виолончели и контрабаса
- 1992: Воспоминания о Финляндии для струнного квартета
- 1994: Четыре песни из Волшебного рога мальчика для смешанного хора
- 1995: День и ночь, в честь М. К. Эшера, для фортепиано соло
- 1995: Три стихотворения Целана для тенора, клавесина, корнета и аккордеона
- 1996: Лабиринт, для 12 струнных и виолончели, памяти Олега Кагана
- 1998: Макс и Мориц, опера для детей по Вильгельму Бушу
- 1998: Анданте для альта, виолончели и фортепиано, памяти Альфреда Шнитке
- 1999: Путешествие в Китай
- 2000: Струнный квартет № 2, по Рильке
- 2002: Листок из альбома для гобоя и фортепиано
- 2003: Opposition, для ансамбля
- 2003: Drei Bogentänze, для виолончели и фортепиано
- 2003: Ma´or, для кларнета соло
- 2006: Abschiedsgesänge, для четырёх солистов и камерного оркестра на стихи Рильке
- 2007: Rettet Pluto!, опера для детей

Пишет музыку для кино, в частности ей принадлежит музыкальное сопровождения фильмов Александра Зельдовича «Воительница» и Сергея Юрского «Чернов/Chernov» (1990), а также написала музыку к телепередачам отца «Одноэтажная Америка» (2008), «Тур де Франс» (2010), «Их Италия» (2011), «Германская головоломка» (2013), в которой также приняла участие в качестве одного из героев, «Англия в общем и в частности» (2014), «Еврейское счастье» (2015), «В поисках Дон Кихота» (2017), «Самые, самые, самые» (2018), «Япония. Обратная сторона кимоно» (2020).